# Thalassobia moitessieri
Thalassobia moitessieri is een slakkensoort uit de familie van de Cochliopidae. De wetenschappelijke naam van de soort is voor het eerst geldig gepubliceerd in 1876 door Bourguignat.